# ایستگاه راه‌آهن پندیک
ایستگاه راه‌آهن پندیک (ترکی استانبولی: Pendik garı) یک ایستگاه راه‌آهن در شهر پندیک، ترکیه است.
این ایستگاه که در سال ۱۸۷۲ تأسیس شده در مسیر قطار تندرو آنکارا–استانبول قرار دارد و به شهرهای آنکارا، قونیه و اسکی‌شهر سرویس‌دهی قطار تندرو دارد.